# Luigi Lodi (militare)
Luigi Lodi (Bologna, 18 aprile 1910 – Madrid, 15 febbraio 1937) è stato un militare e aviatore italiano, decorato di Medaglia d'oro al valor militare alla memoria nel corso della guerra civile spagnola.

## Biografia
Nacque a Bologna il 18 aprile 1910, Dopo aver conseguito il diploma presso il Liceo Scientifico "Augusto Righi" di Bologna nel 1928, si iscrisse alla facoltà di ingegneria della Ateneo Bolognese. All'età di diciotto anno entrò, per concorso, presso la Regia Accademia Aeronautica di Caserta, Corso Falco, uscendone con grado di sottotenente in servizio permanente effettivo nel luglio 1931. Dopo aver frequentato la Scuola caccia di Aviano nel novembre 1938 conseguì l'abilitazione al pilotaggio dei velivoli da caccia. Promosso tenente svolse più volte incarichi di istruttore professionale di volo e di insegnante di materie scientifiche ai corsi per allievi piloti. Promosso capitano nel giugno 1936, nel dicembre successivo fu assegnato all'Aviazione Legionaria e mandato a combattere nella guerra di Spagna.

### La guerra di Spagna
Nel mese di ottobre del 1936 furono sbarcati in terra iberica ulteriori 60 caccia Fiat C.R.32, seguiti da un numero similare tra il mese di novembre e quello di gennaio 1937. A queste forniture seguirono 20 caccia Fiat C.R.42 quadriarma che partirono dal porto di Le Spezia nel tardo mese di dicembre a bordo del piroscafo Aniene, arrivando a Siviglia il 1 gennaio 1937.  Oltre agli aerei a bordo dell'Aniene si trovavano 33 piloti, 8 meccanici motoristi, 8 armieri, e tre avieri di altre categorie.
Alla testa di questa spedizione si trovava il tenente colonnello Alberto Canaveri (alias Franco Signorelli) che doveva assumere il comando del reggimento, o Stormo da Caccia dell'Aviazione Legionaria. Tra gli altri piloti vi erano i comandanti di squadriglia capitani Armando François (alias Martori) e Luigi Lodi (alias Marcelli), i tenenti Enrico Degli Incerti (alias Tocci) e Alfiero Mezzetti (alias Mariani), 10 sottotenenti e 18 sottufficiali. Durante il seguente viaggio da La Spezia, il 4 febbraio 1937 l'Aniene trasportò altri 12 C.R.32, il comandante di quadriglia Mario Viola e 11 piloti di rimpiazzo, cinque sottotenenti e sei sottufficiali. Successivamente nominato comandante della 3ª Squadriglia del I Gruppo Caccia, cadde in combattimento il 15 febbraio 1937 durante un'azione di supporto ad un attacco nazionalista sul fronte di Jarama. Impegnato combattimento sul cielo di Madrid contro una formazione di caccia nemici mentre si trovava ai comandi di un Fiat C.R.32 quadriarma, riuscì ad abbattere due aerei nemici e fu poi a sua volta abbattuto da un caccia Polikarpov I-16 Rata repubblicano. Fu decorato con la medaglia d'oro al valor militare alla memoria. Nel gennaio 1940 gli fu conferita la laurea in ingegneria honoris causa.

### Annotazioni
1. ↑  Cioè armati con due mitragliatrici Breda-SAFAT da 12,7 mm sincronizzate in fusoliera e 2 Breda SAFAT da 7,7 mm nelle ali. Questi aerei erano dotati del motore Fiat A30 RAbis.

### Fonti
1. 1 2 3 4 5 6  Combattenti Liberazione.
2. 1 2  Gruppo Medaglie d'Oro al Valor Militare 1965, p. 211.
3. 1 2  Ufficio Storico dell'Aeronautica Militare 1969, p. 89.
4. 1 2 3 4 5 6 7  Logoluso 2010, p. 33.
5. 1 2  Logoluso 2010, p. 36.
6. ↑  Medaglie d'oro al valor militare sul sito della Presidenza della Repubblica